# Julián Rodríguez Santiago
Julián Rodríguez Santiago (Valladolid, 1965. augusztus 2. –) spanyol nemzetközi labdarúgó-játékvezető.

## Pályafutása

### Labdarúgó-játékvezetőként

#### Nemzeti játékvezetés
1998-ban lett hazája legfelső szintű labdarúgó-bajnokságának játékvezetője. Ugyanebben az évben, a FC Barcelona–Extremadura (1–1) bajnoki mérkőzésen debütált az élvonalban. Az aktív nemzeti játékvezetéstől 2009-ben vonult vissza. Levezetésként egy negyed évet, a II. Ligában még játékvezetőként szolgált. Első ligás mérkőzéseinek száma: 173

##### Nemzeti kupamérkőzések
Vezetett Kupa-döntők száma: 1

###### Spanyol Kupa
2007-ben a  Spanyol Labdarúgó-szövetség Játékvezető Bizottsága (JB) szakmai munkájának elismeréseként felkérte a Sevilla FC–Getafe (1–0) döntő találkozó koordinálására.

#### Nemzetközi játékvezetés
A Spanyol labdarúgó-szövetség JB 2001-ben terjesztette fel nemzetközi játékvezetőnek, a Nemzetközi Labdarúgó-szövetség (FIFA) bíróinak keretébe. Több válogatott és nemzetközi klubmérkőzést vezetett. Az aktív nemzetközi játékvezetéstől 2009-ben vonult vissza.

## Külső hivatkozások
- http://www.zerozerofootball.com/arbitro.php?id=49&search=1%5B%5D
- http://worldreferee.com/site/copy.php?linkID=510&linkType=referee&contextType=bio Archiválva 2008. december 30-i dátummal a Wayback Machine-ben
- http://www.footballdatabase.eu/football.arbitres.julian.rodriguez-santiago.328.en.html
- http://images.google.hu/imgres?imgurl=http://www.fcylf.es/upload/images/lib1/Rodriguez_Santiago_C143-062_2.jpg&imgrefurl=http://www.fcylf.es/noticias/cronica.asp%3Fid%3D1656&usg=__rKz4Ht8XDdVkZWvup8_lUO2Oc4A=&h=1392&w=1636&sz=435&hl=hu&start=7&um=1&tbnid=cY7eCfu00SKEEM:&tbnh=128&tbnw=150&prev=/images%3Fq%3DJuli%25C3%25A1n%2BRodr%25C3%25ADguez%2BSantiago%26hl%3Dhu%26sa%3DX%26um%3D1 - kép